# 司馬勗
零陵王司馬勗（5世紀—468年3月8日），河內郡溫縣人，晉室之後，南朝宋二王後之一。

## 生平
南朝宋元嘉二十五年（448年），零陵王司馬元瑜去世。司馬勗後襲封零陵郡王。
泰始四年正月二十九日（468年3月8日），零陵王司馬勗去世。司馬藥師後襲爵。